# Анхедонија
Анхедонија (an- + грч. hēdonē - задовољство) је емоционално стање у коме појединцу недостају пуни капацитети да искуси задовољство у иначе пријатним животним активностима, као што су јело, социјална или сексуална интеракција. Чест је симптом код особа које пате од депресије.
Анхедонија као симптом може бити последица исцрпљености као и посттрауматског стресног поремећаја, злоупотребе психоактивних супстанци, злостављања, шизофреније и Паркинсонове болести, али се најчешће јавља као симптом депресије. Студија Америчког психолошког журнала показала је да је 95% испитаника с депресијом пријавило и губитак интересовања и задовољства.